# العلاقات الساموية الفنلندية
العلاقات الساموية الفنلندية هي العلاقات الثنائية التي تجمع بين ساموا وفنلندا.

## مقارنة بين البلدين
هذه مقارنة عامة ومرجعية للدولتين:
| وجه المقارنة                                              | ساموا                        | فنلندا                                                                               |
| --------------------------------------------------------- | ---------------------------- | ------------------------------------------------------------------------------------ |
| المساحة (كم2)                                             | 2.84 ألف                     | 338.42 ألف                                                                           |
| عدد السكان (نسمة)                                         | 196.44 ألف                   | 5.52 مليون                                                                           |
| الكثافة السكانية (ن./كم²)                                 | 69.17                        | 16.31                                                                                |
| العاصمة                                                   | أبيا                         | هلسنكي                                                                               |
| اللغة الرسمية                                             | لغة إنجليزية، اللغة الساموية | اللغة الفنلندية، اللغة السويدية                                                      |
| العملة                                                    | تالا ساموي                   | يورو، ماركا فنلندية                                                                  |
| الناتج المحلي الإجمالي (بليون دولار)                      | 856.63 مليون                 | 251.88 مليار                                                                         |
| الناتج المحلي الإجمالي (تعادل القوة الشرائية) بليون دولار | 1.15 مليار                   | 231.84 مليار                                                                         |
| الناتج المحلي الإجمالي الاسمي للفرد دولار أمريكي          | 3.94 ألف                     | 42.31 ألف                                                                            |
| الناتج المحلي الإجمالي للفرد دولار أمريكي                 | 5.79 ألف                     | 40.68 ألف                                                                            |
| مؤشر التنمية البشرية                                      | 0.702                        | 0.883                                                                                |
| رمز المكالمات الدولي                                      | +685                         | +358                                                                                 |
| رمز الإنترنت                                              | .ws                          | .fi                                                                                  |
| المنطقة الزمنية                                           | ت ع م+13:00                  | ت ع م+02:00، ت ع م+03:00، أوروبا/هلسنكي ‏، توقيت شرق أوروبا، توقيت شرق أوروبا الصيفي ‏ |

## منظمات دولية مشتركة
يشترك البلدان في عضوية مجموعة من المنظمات الدولية، منها:
| علم المنظمة | اسم المنظمة                               | تاريخ انضمام ساموا | تاريخ انضمام فنلندا |
| ----------- | ----------------------------------------- | ------------------ | ------------------- |
|             | بنك التنمية الآسيوي                       | 1966               | 1966                |
|             | مؤسسة التنمية الدولية                     | 28 يونيو 1974      | 29 ديسمبر 1960      |
|             | يونسكو                                    | 3 أبريل 1981       | 10 أكتوبر 1956      |
|             | وكالة ضمان الاستثمار متعدد الأطراف        | 27 سبتمبر 2002     | 28 ديسمبر 1988      |
|             | الأمم المتحدة                             | 15 ديسمبر 1976     | 14 ديسمبر 1955      |
|             | الاتحاد البريدي العالمي                   | ?                  | ?                   |
|             | البنك الدولي للإنشاء والتعمير             | 28 يونيو 1974      | 14 يناير 1948       |
|             | الاتحاد الدولي للاتصالات                  | 7 أكتوبر 1988      | 1 سبتمبر 1920       |
|             | منظمة حظر الأسلحة الكيميائية              | ?                  | ?                   |
|             | مؤسسة التمويل الدولية                     | 28 يونيو 1974      | 20 يوليو 1956       |
|             | المركز الدولي لتسوية المنازعات الاستشارية | 25 مايو 1978       | 8 فبراير 1969       |
|             | منظمة التجارة العالمية                    | ?                  | 1995                |
|             | منظمة الشرطة الجنائية الدولية             | ?                  | ?                   |

## وصلات خارجية
- موقع وزارة الخارجية الفنلندية